# 祖耶夫卡

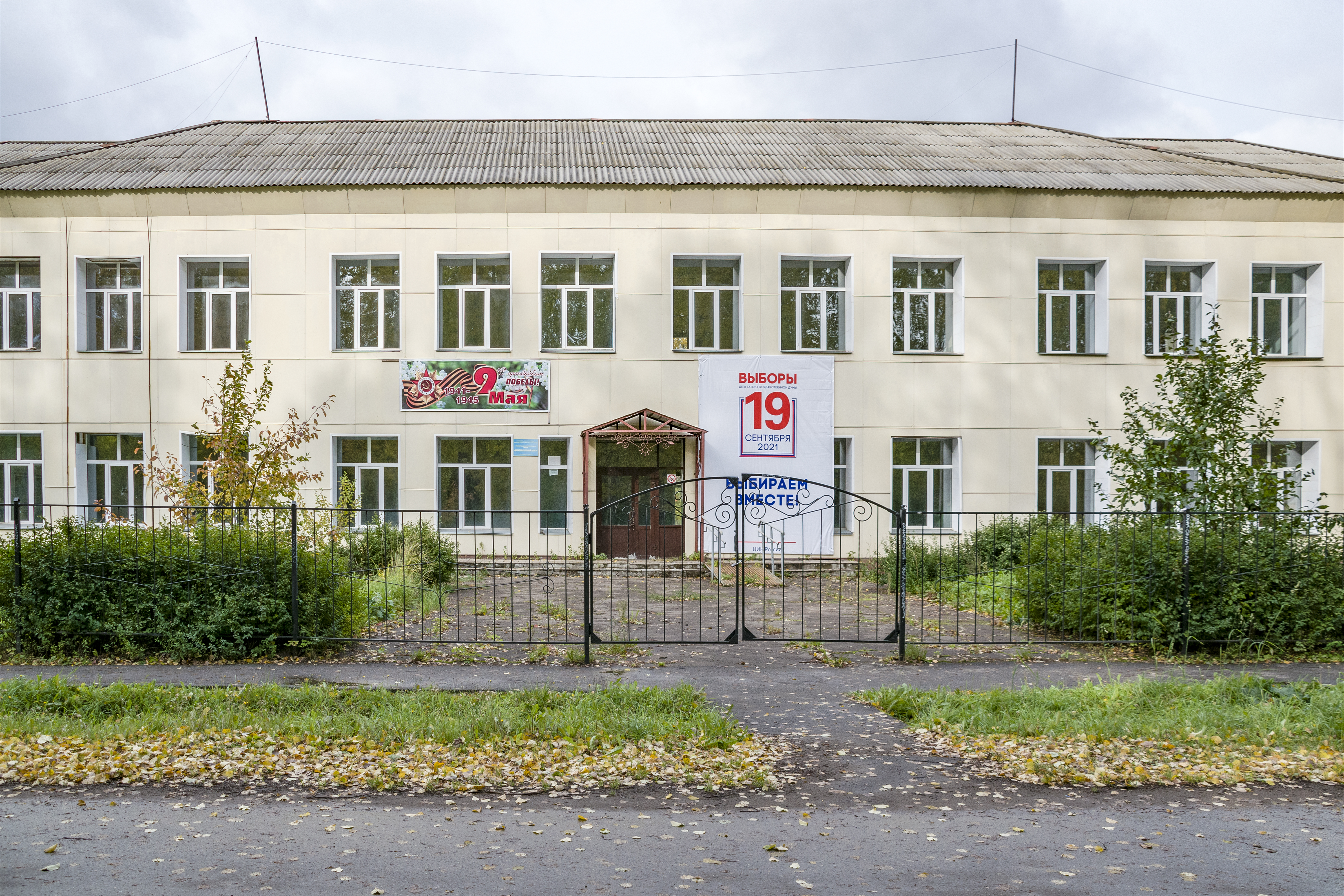
这是俄罗斯文化遗产的照片

祖耶夫卡是俄罗斯基洛夫州的一个镇，距离州首府基洛夫约121公里，人口12,600人（2002年）。
祖耶夫卡建于1899年，最初是建设彼尔姆-科特拉斯铁路的工人的居住点，1944年建镇。